# Different Kinds of Light
Different Kinds of Light è il secondo album in studio della cantautrice britannica Jade Bird, pubblicato nel 2021.

## Tracce
1. DKOL – 1:33
2. Open Up the Heavens – 2:41
3. Honeymoon – 2:50
4. Punchline – 3:14
5. Different Kinds of Light – 3:05
6. Trick Mirror – 2:33
7. I'm Getting Lost – 3:01
8. Houdini – 3:16
9. 1994 – 2:14
10. Now Is the Time – 3:35
11. Candidate – 2:29
12. Red White and Blue – 2:41
13. Rely On – 3:47
14. Prototype – 3:16
15. Headstart – 2:22

## Classifiche
| Classifica (2021) | Posizione raggiunta |
| ----------------- | ------------------- |
| Regno Unito       | 27                  |